# Chen Linglong
Chen Linglong (25 de noviembre de 1993) es un deportista chino que compite en taekwondo. Ganó una medalla de plata en los Juegos Asiáticos de 2014, y una medalla de oro en el Campeonato Asiático de Taekwondo de 2018.

## Palmarés internacional
| Juegos Asiáticos    | Juegos Asiáticos             | Juegos Asiáticos | Juegos Asiáticos |
| Año                 | Lugar                        | Medalla          | Categoría        |
| ------------------- | ---------------------------- | ---------------- | ---------------- |
| 2014                | Incheon (Corea del Sur)      | Medalla de plata | –87 kg           |
| Campeonato Asiático |                              |                  |                  |
| Año                 | Lugar                        | Medalla          | Categoría        |
| 2018                | Ciudad Ho Chi Minh (Vietnam) | Medalla de oro   | –80 kg           |